# IPhone 13
iPhone 13 и iPhone 13 mini — смартфоны производства корпорации Apple. iPhone 13 поколения. Содержит процессор Apple A15, в котором 15 млрд транзисторов. Представлен 14 сентября 2021 года вместе со своим «младшим братом» (уменьшенной версией) iPhone 13 mini и «профессиональными» моделями iPhone 13 Pro и iPhone 13 Pro Max. Продажи начались 24 сентября. Дата предварительного заказа — 17 сентября 2021 года.

## Дизайн
Базовая модель iPhone 13, как и модель iPhone 13 Pro, кроме более качественной камеры, получила улучшенный экран с уменьшенным вырезом для системы фронтальных камер.
Экраны всех смартфонов линейки iPhone выполнены по технологии OLED. При этом дисплеи iPhone 13 Pro и iPhone 13 Pro Max, в отличие от iPhone 13 и 13 mini, поддерживают частоту обновления 120гц. Новинки построены на базе однокристальной системы Apple A15, которая производится силами тайваньской компании TSMC с использованием 5-нм технологического процесса, и получили накопитель вплоть до 1 ТБ.
Этот смартфон имеет такую же форму, как у своего предшественника IPhone 12.
Некоторые детали iPhone 13 привязаны к материнской плате. Пользователь получает предупреждение, если привязанный компонент (например, экран, аккумулятор) был заменён в сторонней мастерской. У технических специалистов Apple есть собственный программный инструмент для привязанных компонентов. Датчики Face ID полностью перестают работать, если какая-либо компонента устройства с привязкой была заменена на непривязанную.

## Цвета
На старте продаж iPhone 13 и 13 Mini были доступны в пяти цветах: «тёмная ночь», «сияющая звезда», красный (PRODUCT)RED, синий и розовый.
8 марта 2022 года в ходе мартовской презентации Apple был представлен новый цвет iPhone 13 — зелёный.
| Цвет | Название       |
| ---- | -------------- |
|      | Тёмная ночь    |
|      | Сияющая звезда |
|      | Синий          |
|      | Розовый        |
|      | Зелёный        |
|      | Product Red    |